# Cérémonie d'ouverture de la Coupe du monde de football 2018

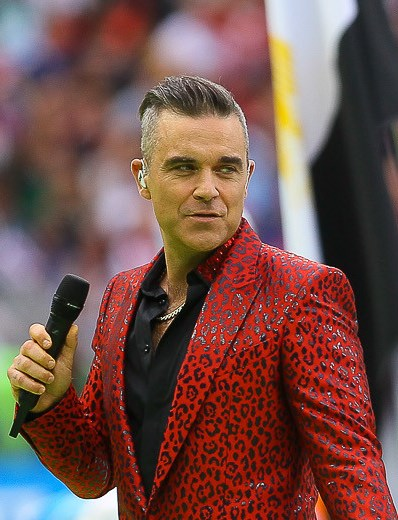
Robbie Williams lors de la cérémonie d'ouverture de la Coupe du monde de football 2018.

La cérémonie d'ouverture de la Coupe du monde de football de 2018 a lieu le 14 juin 2018 au stade Loujniki de Moscou, peu avant le match entre la Russie et l'Arabie saoudite du groupe A.
Le chanteur Robbie Williams et la soprano Aida Garifullina assurent la partie musicale ; tandis que le footballeur Ronaldo fait une apparition,.

## Discours
- Vladimir Poutine, Président de la fédération de Russie ;
- Gianni Infantino, président de la Fédération internationale de football association (FIFA).